# Danmarks Frihedssang
"Danmarks Frihedssang" er en dansk sang der knytter sig til den dansk modstandskamp mod tyskerne under Anden Verdenskrig.
Teksten er skrevet af Sven Møller Kristensen og musikken af Knudåge Riisager i 1945.
Sangen er på tre strofer, hver med otte verselinjer.
Førstelinjen er "En Vinter lang og mørk og haard" og de sidste to verselinjer går igen i alle tre strofer: "Gaa til Modstand, alle danske, alle Mand som en /
og gør Danmark frit".
Det var forfatteren Kjeld Abell og pianisten Ole Willumsen der i begyndelen af februar 1945 fik idéen til sangen. Efter at have konsulteret med Frederik Schyberg rettede man henvendelse til Riisager og Møller Kristensen.
Riisager komponerede sangen i februar og kompositionen blev formidlet videre til Møller Kristensen. Ingen af de to vidste hvem den anden var før efter Befrielsen. I slutningen af februar 1945 besluttede Frit Danmark at udsende den, og sangen blev i marts 1945 trykt i 140.000 eksemplarer eller flere. Den 9. april 1945 blev den også trykt i det danske blad Danskeren i Sverige.
Musikken er kaldt "en fransk inspireret march". Historiker Aage Trommer beskriver tekst og musik som "bombastisk og aggressiv" i Den Store Danske, og mener at stilen er skyld i at sangen efter nogle år mistede sin status som den vigtigste sang til markering af Danmarks befrielse til fordel for "En Lærke letted". "Danmarks Frihedssang" gled i stedet i baggrunden, og blev for eksempel aldrig optaget i Højskolesangbogen.
Den er dog at finde i Sangbogen 3.

## Opførelser
"Danmarks Frihedssang" blev første gang udsendt i den danske radioudsendelse fra London den 7. april 1945.
Aksel Schiøtz sang Danmarks Frihedssang med klaverakkompagniment i Danmarks Radio den 5. maj 1945.
I samme forbindelse sang han også "Aprilvise, Grøn er Vaarens Hæk" og "Til de Faldne, Slumrer sødt i Slesvigs Jord".
Sangen blev også sunget ved den store begravelsesceremoni den 29. august 1945 i Mindelunden i Ryvangen.
Med "En Lærke letted" er der tradition for at Danmarks Frihedssang synges ved den årlige højtidelighed i Mindelunden den 4. maj.
Ved 40-årsjubilæet for Befrielsen den 4. maj 1985 hvor omkring 25.000 mennesker var samlet på Rådshuspladsen blev sangen sunget.

## Indspilninger
En delvis optagelse af Schiøtz' opførsel af "Danmarks Frihedssang" den 5. maj i radioen findes hvor hele første strofe og den første linje af anden strofe mangler.
Schiøtz indsang sangen igen en lille uge efter Befrielsen, den 11. maj 1945 i Stockholm med Sune Waldemirs orkester til udgivelse på plade.
Kongelig kammersanger Einar Nørby indsang "Danmarks Frihedssang" med Det Kongelige Kapel samme år.
Den udgivne plade havde "Kong Christian stod ved højen Mast" på den anden side.
Tenoren Flemming Jacobsen af Den Danske Brigade indsang også sangen.
Det var med Det Kongelige Kapel dirigeret af Emil Reesen og et mandskor der sang med på strofernes to sidste verselinjer.
Første strofe af Jacobsens version blev benyttet som baggrundmusik til en takkevideo fra det ukrainske forsvarsministerium i anledning af Danmarks donation af selvkørende artilleripjecer i februar 2023.
"Danmarks Frihedssang" var en af de numre der blev spillet i den allerførste udgave af det danske radioprogram Lytternes ønskeprogram på grammofon, det senere Giro 413, den 13. oktober 1946.
En nyere indspilning er af Erik Harbo.